# Ніч свастики
«Ніч свастики» (англ. Swastika Night) — футуристичний антиутопічний роман в жанрі феміністичної наукової фантастики, написаний Кетрін Бурдекін під псевдонімом Мюррей Костянтин, вперше опублікований в 1937 р. Вибір Left Book Club (укр. Клуб лівої книги) в 1940 році. Роман натхненний претензіями Адольфа Гітлера про те, що нацизм створив би «Тисячолітній рейх». Роман був забутий на довгі роки, поки його не перевидали в 1980 р. 

## Сюжет
Дія новели розгортається через сім століть після приходу до влади нацистів. У цей час Гітлеру поклоняються як божеству. Хоча серед головних героїв роману немає жінок, один з головних мотивів роману — переслідування жінок у Німеччині майбутнього. Нацистів Кетрін описує як гомосексуалів і жінконенавистників. У світі антиутопії християнство ослаблене і доведене до примітивного стану, євреї знищені, жінки позбавлені всіх прав.
У книзі сказано, що Німеччина і Японія виграли Двадцятирічну війну і встановили контроль над світом.
Головний герой книги — англієць Альфред. Він відвідує Німеччину в ході свого паломництва. В Рейху англійців ненавидять, тому що Англія найдовше чинила опір Рейху у Двадцятирічній війні. Одне зі святих місць нацизму, яке відвідує Альфред — літак. Згідно з нацистським вченням, Адольф Гітлер особисто прилетів на ньому до Москви й добився перемоги над СРСР.
У Рейху повністю переписана історія. Згідно з нацистською ідеологією, Гітлер був богом — високим, зі світлим волоссям; він особисто виграв війну. Однак під великим секретом Альфреду показують фотографію, на якій зображений справжній Гітлер поруч з дівчинкою. Альфред шокований не тільки справжнім виглядом фюрера, а й тим, що дитина, що стоїть поруч з ним — дівчинка. У світі новели жінки — звироднілі істоти, які страждають від ненависті до самих себе і все гірше справляються зі своєю єдиною функцією, розмноженням.
Японія в новелі править Північною і Південною Америкою, Австралією та Азією. Японська імперія — єдина наддержава, порівнянна за силою з нацистами, але їх війни закінчилися нічим. І німці, і японці відчувають демографічні труднощі через виродження жінок.
Наприкінці новели Альфреда вбивають війська СС, але він встигає розповісти своєму синові правду про історію нацизму.

## Критика
Літературний історик Енді Крофт описав роман як «найоригінальнішу з усіх численних антифашистських антиутопій у кінці 1930-х років».